# 2004 en jeu
Chronologie du jeu
- 2000
- 2001
- 2002
- 2003
- 2004
- 2005
- 2006
- 2007
- 2008

Cet article présente les faits marquants de l'année 2004 concernant le jeu.

## Évènements

### Compétitions
- 13 juillet : l’Ouzbek Rustam Qosimjonov remporte le championnat du monde « FIDE » d’échecs à Tripoli.
- 17 juillet : le Canadien Germain Boulianne remporte le championnat du monde de Scrabble francophone à Marrakech.
- 18 juillet : le Français Yann Clouet remporte le XIVe championnat du monde de Diplomatie à Birmingham devant le Néerlandais André Kooij et le Français Cyrille Sevin.
- 18 octobre : à Brissago, le Russe Vladimir Kramnik conserve son titre de champion du monde « classique » d’échecs face au Hongrois Péter Lékó.
- Octobre : l’Italien Francesco Ferrari remporte le IIIe championnat du monde des Colons de Catane à Essen.
- 15 novembre : l’Américain Ben Seeley remporte le XXVIIIe championnat du monde d’Othello à Londres.
- 21 novembre : le Norvégien Frank Johansen remporte le XXe Championnat de France de Diplomatie à Boulogne-Billancourt devant les Français William Attia et Philippe Clavaud[1].
- 5 décembre : l’Argentine Claudia Amaral remporte le championnat du monde de Scrabble hispanophone.

## Sorties
- Arkeos, premier jeu de rôle utilisant le système EW-System
- Premier tome de la série de BD-jeu 50 surprises, Jean-Luc Bizien (sc.), Emmanuel Chaunu (ill.)
- La Guerre de l’Anneau, Francesco Nepitello - Marco Maggi - Roberto Di Meglio, Tilsit.
- Goa, Rüdiger Dorn, Hans im Glück.
- Heroscape, Rob Daviau - Craig Van Ness - Stephen Baker, MB.
- Himalaya, Régis Bonnessée, Tilsit.
- In extremis, Roberto Fraga, Cocktailgames.
- Les Aventuriers du rail, Alan R. Moon, Days of Wonder.
- Maharaja, Wolfgang Kramer et Michael Kiesling, Asmodée.
- Mémoire 44, Richard Borg, Asmodée.
- Niagara, Thomas Liesching, Zoch / Gigamic.
- Saboteur, Frédéric Moyersoen, Amigo.
- San Juan, Andreas Seyfarth, Alea.
- Sankt Petersburg, Bernd Brunnhofer, Hans im Glück / Rio Grande.

## Récompenses
| Récompense                                            | Jeu                     | Auteur(s)                                    | Éditeur(s)               |
| ----------------------------------------------------- | ----------------------- | -------------------------------------------- | ------------------------ |
| Concours de créateurs de jeux de Boulogne-Billancourt | Du balai !              | Serge Laget Bruno Cathala                    | Asmodée                  |
| Deutscher Spiele Preis                                | Sankt Petersburg        | Bernd Brunnhofer                             | Hans im Glück Rio Grande |
| Essener Feder                                         | Fifth Avenue            | Wilko Manz                                   | Alea                     |
| Games Magazine Awards                                 | New England             | Alan R. Moon Aaron Weissblum                 | Goldsieber               |
| International Gamers Awards 2 joueurs                 | Mémoire 44              | Richard Borg                                 | Asmodée                  |
| International Gamers Awards multijoueurs              | Sankt Petersburg        | Bernd Brunnhofer                             | Hans im Glück Rio Grande |
| International Gamers Awards simulation historique     | Lock and Load           | Martin H. Walker                             |                          |
| Japan Boardgame Prize joueurs confirmés               | Les Aventuriers du rail | Alan R. Moon                                 | Days of Wonder           |
| As d'or Jeu de l'année                                | Squad seven             | Roberto Fraga                                | TF1 Games Fox Mind Games |
| Kinderspiel des Jahres                                | L’Escalier hanté        | Michelle Schanen                             | Drei Magier Spiele       |
| Nederlandse Spellenprijs                              | Maharaja                | Wolfgang Kramer Michael Kiesling             | Asmodée                  |
| Origins Award                                         | Les Aventuriers du rail | Alan R. Moon                                 | Days of Wonder           |
| Prix du public du jeu de Saint-Herblain               | Maka Bana               | François Haffner                             | Tilsit                   |
| Spiel der Spiele                                      | Génial                  | Reiner Knizia                                | Tilsit Kosmos            |
| Spiel des Jahres                                      | Les Aventuriers du rail | Alan R. Moon                                 | Days of Wonder           |
| Schweizer Spielepreis                                 | Briques à bloc          | Andrew Lawson Jack Lawson                    | Ravensburger.            |
| Trèfle d'or                                           | Art’themis              | Françoise Roche Marina Roche Daniel Levalois | Valroc                   |
| Trophée Flip                                          | Maka Bana               | François Haffner                             | Tilsit                   |